# مارك بيكر (سياسي)
مارك بيكر (بالإنجليزية: Mark Baker)‏ هو سياسي أمريكي، ولد في 13 مايو 1962 في الولايات المتحدة. حزبياً، نشط في الحزب الجمهوري. وقد انتخب عضو مجلس نواب مسيسيبي.